# Emmy do Primetime de melhor ator secundário numa série de comédia
Segue uma cronologia com todos os galardoados com o Emmy para melhor actor secundário numa série de comédia.

## Indicados e vencedores

### Décadas de 1950 e 1960
- 1954: Art Carney, The Honeymooners
- 1955: Art Carney, The Honeymooners
- 1956: Carl Reiner, Caesar's Hour
- 1957: Carl Reiner, Caesar's Hour
- 1958: —
- 1959: Tom Poston, The Steve Allen Show
- 1960: —
- 1961: Don Knotts, The Andy Griffith Show
- 1962: Don Knotts, The Andy Griffith Show
- 1963: Don Knotts, The Andy Griffith Show
- 1964: —
- 1965: —
- 1966: Don Knotts, The Andy Griffith Show
- 1967: Don Knotts, The Andy Griffith Show
- 1968: Werner Klemperer, Hogan's Heroes
- 1969: Werner Klemperer, Hogan's Heroes

### Década de 1970
| 1970: Michael Constantine como Seymour Kaufman em Room 222 - Werner Klemperer como Wilhelm Klink em Hogan's Heroes - Charles Nelson Reilly como Claymore Gregg em The Ghost and Mrs. Muir 1971: Ed Asner como Lou Grant em The Mary Tyler Moore Show - Michael Constantine como Seymour Kaufman em Room 222 - Gale Gordon como Harrison "Uncle Harry" em Here's Lucy 1972: Ed Asner como Lou Grant em The Mary Tyler Moore Show - Ted Knight como Ted Baxter em The Mary Tyler Moore Show - Rob Reiner como Michael Stivic em All in the Family 1973: Ted Knight como Ted Baxter em The Mary Tyler Moore Show - Ed Asner como Lou Grant em The Mary Tyler Moore Show - Rob Reiner como Michael Stivic em All in the Family - Gary Burghoff como Cabo Walter Eugene "Radar" O'Reilly em M*A*S*H - McLean Stevenson como Tenente-Coronel Henry Blake em M*A*S*H 1974: Rob Reiner como Michael Stivic em All in the Family - Ed Asner como Lou Grant em The Mary Tyler Moore Show - Ted Knight como Ted Baxter em The Mary Tyler Moore Show - Gary Burghoff como Cabo Walter Eugene "Radar" O'Reilly em M*A*S*H - McLean Stevenson como Tenente-Coronel Henry Blake em M*A*S*H 1975: Ed Asner como Lou Grant em The Mary Tyler Moore Show - Ted Knight como Ted Baxter em The Mary Tyler Moore Show - Rob Reiner como Michael Stivic em All in the Family - Gary Burghoff como Cabo Walter Eugene "Radar" O'Reilly em M*A*S*H - McLean Stevenson como Tenente-Coronel Henry Blake em M*A*S*H | 1976: Ted Knight como Ted Baxter em The Mary Tyler Moore Show - Ed Asner como Lou Grant em The Mary Tyler Moore Show - Gary Burghoff como Cabo Walter Eugene "Radar" O'Reilly em M*A*S*H - Harry Morgan como Coronel Sherman T. Potter em M*A*S*H - Abe Vigoda como Philip K. Fish em Barney Miller 1977: Gary Burghoff como Cabo Eugene "Radar" O'Reilly em M*A*S*H - Ed Asner como Lou Grant em The Mary Tyler Moore Show - Ted Knight como Ted Baxter em The Mary Tyler Moore Show - Harry Morgan como Coronel Sherman T. Potter em M*A*S*H - Abe Vigoda como Philip K. Fish em Barney Miller 1978: Rob Reiner como Michael Stivic em All in the Family - Tom Bosley como Howard Cunningham em Happy Days - Gary Burghoff como Cabo Walter Eugene "Radar" O'Reilly em M*A*S*H - Harry Morgan como Coronel Sherman T. Potter em M*A*S*H - Vic Tayback como Mel Sharples em Alice 1979: Robert Guillaume como Benson DuBois em Soap - Gary Burghoff como Cabo Walter Eugene "Radar" O'Reilly em M*A*S*H - Harry Morgan como Coronel Sherman Potter em M*A*S*H - Danny DeVito como Louie De Palma em Taxi - Max Gail como Det. Stan "Wojo" Wojciehowicz em Barney Miller |

### Década de 1980
| 1980: Harry Morgan como Coronel Sherman T. Potter em M*A*S*H - Howard Hesseman como Dr. Johnny Fever em WKRP in Cincinnati - Max Gail como Det. Stan "Wojo" Wojciehowicz em Barney Miller - Steve Landesberg como Arthur P. Dietrich em Barney Miller - Mike Farrell como Capitão B.J. Hunnicutt em M*A*S*H 1981: Danny DeVito como Louie De Palma em Taxi - Howard Hesseman como Dr. Jhonny Fever em WKRP in Cincinnati - Harry Morgan como Coronel Sherman T. Potter em M*A*S*H - David Ogden Stiers como Charles Emerson Winchester em M*A*S*H - Steve Landesberg como Arthur P. Dietrich em Barney Miller 1982: Christopher Lloyd como Reverendo Jim Ignatowski em Taxi - Danny DeVito como Louie De Palma em Taxi - Harry Morgan como Coronel Sherman T. Potter em M*A*S*H - David Ogden Stiers como Charles Emerson Winchester em M*A*S*H - Ron Glass como Det. Ron Harris em Barney Miller - Steve Landesberg como Arthur P. Dietrich em Barney Miller 1983: Christopher Lloyd como Reverendo Jim Ignatowski em Taxi - Nicholas Colasanto como Coach Ernie Pantusso em Cheers - Danny DeVito como Louie De Palma em Taxi - Harry Morgan como Coronel Sherman T. Potter em M*A*S*H - Eddie Murphy como vários personagens em Saturday Night Live 1984: Pat Harrington Jr. como Dwayne Schneider em One Day at a Time - Nicholas Colasanto como Coach Ernie Pantusso em Cheers - George Wendt como Norm Peterson em Cheers - René Auberjonois como Clayton Endicott III em Benson - Tom Poston como George Utley em Newhart | 1985: John Larroquette como Dan Fielding em Night Court - Nicholas Colasanto (indicação póstuma) como Coach Ernie Pantusso em Cheers - John Ratzenberger como Cliff Clavin em Cheers - George Wendt como Norm Peterson em Cheers - Michael J. Fox como Alex Keaton em Family Ties 1986: John Larroquette como Dan Fielding em Night Court - John Ratzenberger como Cliff Clavin em Cheers - George Wendt como Norm Peterson em Cheers - Tom Poston como George Utley em Newhart - Malcolm-Jamal Warner como Theo Huxtable em The Cosby Show 1987: John Larroquette como Dan Fielding em Night Court - Peter Scolari como Michael Harris em Newhart - Tom Poston como George Utley em Newhart - Woody Harrelson como Woody Boyd em Cheers - George Wendt como Norm Peterson em Cheers 1988: John Larroquette como Dan Fielding em Night Court - Kelsey Grammer como Frasier Crane em Cheers - Woody Harrelson como Woody Boyd em Cheers - George Wendt como Norm Peterson em Cheers - Peter Scolari como Michael Harris em Newhart 1989: Woody Harrelson como Woody Boyd em Cheers - George Wendt como Norm Peterson em Cheers - Joe Regalbuto como Frank Fontana em Murphy Brown - Peter Scolari como Michael Harris em Newhart - Meshach Taylor como Anthony Bouvier em Designing Women |

### Década de 1990
| 1990: Alex Rocco como Al Floss em The Famous Teddy Z - Jerry Van Dyke como Luther Van Dam em Coach - Charles Kimbrough como Jim Dial em Murphy Brown - Kelsey Grammer como Frasier Crane em Cheers - Woody Harrelson como Woody Boyd em Cheers 1991: Jonathan Winters como Gunny Davis em Davis Rules - Charles Durning como Erlan Eldridge em Evening Shade - Michael Jeter como Herman Stiles em Evening Shade - Jerry Van Dyke como Luther Van Dam em Coach - Woody Harrelson como Woody Boyd em Cheers 1992: Michael Jeter como Herman Stiles em Evening Shade - Charles Durning como Herlan Eldridge em Evening Shade - Jerry Van Dyke como Luther Van Dam em Coach - Jay Thomas como Jerry Gold em Murphy Brown - Jason Alexander como George Costanza em Seinfeld - Harvey Fierstein como Mark Newberger em Cheers 1993: Michael Richards como Cosmo Kramer em Seinfeld - Jason Alexander como George Costanza em Seinfeld - Michael Jeter como Herman Stiles em Evening Shade - Jeffrey Tambor como Hank Kingsley em The Larry Sanders Show - Rip Torn como Artie em The Larry Sanders Show 1994: Michael Richards como Cosmo Kramer em Seinfeld - Jason Alexander como George Costanza em Seinfeld - David Hyde Pierce como Niles Crane em Frasier - Rip Torn como Artie em The Larry Sanders Show - Jerry Van Dyck como Luther Van Dam em Coach | 1995: David Hyde Pierce como Niles Crane em Frasier - Jason Alexander como George Costanza em Seinfeld - Michael Richards como Cosmo Kramer em Seinfled - Rip Torn como Artie em The Larry Sanders Show - David Schwimmer como Ross Geller em Friends 1996: Rip Torn como Artie em The Larry Sanders Show - Jason Alexander como George Costanza em Seinfeld - Michael Richards como Cosmo Kramer em Seinfeld - David Hyde Pierce como Niles Crane em Frasier - Jeffrey Tambor como Hank Kingsley em The Larry Sanders Show 1997: Michael Richards como Cosmo Kramer em Seinfeld - Jason Alexander como George Costanza em Seinfeld - David Hyde Pierce como Niles Crane em Frasier - Jeffey Tambor como Hank Kingsley em The Larry Sanders Show - Rip Torn como Artie em The Larry Sanders Show 1998: David Hyde Pierce como Niles Crane em Frasier - Jason Alexander como George Costanza em Seinfeld - Phil Hartman (indicação póstuma) como Bill McNeal em NewsRadio - Jeffrey Tambor como Hank Kingsley em The Larry Sanders Show - Rip Torn como Artie em The Larry Sanders Show 1999: David Hyde Pierce como Niles Crane em Frasier - John Mahoney como Martin Crane em Frasier - Peter Boyle como Frank Barone em Everybody Loves Raymond - Peter MacNicol como John Cage em Ally McBeal - David Spade como Dennis Finch em Just Shoot Me! |

### Década de 2000
| 2000: Sean Hayes como Jack McFarland em Will & Grace - Peter Boyle como Frank Barone em Everybody Loves Raymond - Brad Garrett como Robert Barone em Everybody Loves Raymond - Peter MacNicol como John Cage em Ally McBeal - David Hyde Pierce como Niles Crane em Frasier 2001: Peter MacNicol como John Cage em Ally McBeal - Peter Boyle como Frank Barone em Everybody Loves Raymond - Robert Downey Jr. como Larry Paul em Ally McBeal - Sean Hayes como Jack McFarland em Will & Grace - David Hyde Pierce como Niles Crane em Frasier 2002: Brad Garrett como Robert Barone em Everybody Loves Raymond - Peter Boyle como Frank Barone em Everybody Loves Raymond - Bryan Cranston como Hal em Malcolm in the Middle - Sean Hayes como Jack McFarland em Will & Grace - David Hyde Pierce como Niles Crane em Frasier 2003: Brad Garrett como Robert Barone em Everybody Loves Raymond - Peter Boyle como Frank Barone em Everybody Loves Raymond - Bryan Cranston como Hal em Malcom in the Middle - Sean Hayes como Jack McFarland em Will & Grace - John Mahoney como Martin Crane em Frasier - David Hyde Pierce como Niles Crane em Frasier 2004: David Hyde Pierce como Niles Crane em Frasier - Peter Boyle como Frank Barone em Everybody Loves Raymond - Brad Garrett como Robert Barone em Everybody Loves Raymond - Sean Hayes como Jack McFarland em Will & Grace - Jeffrey Tambor como George Bluth Sr. e Oscar Bluth em Arrested Development | 2005: Brad Garrett como Robert Barone em Everybody Loves Raymond - Peter Boyle como Frank Barone em Everybody Loves Raymond - Sean Hayes como Jack McFarland em Will & Grace - Jeremy Piven como Ari Gold em Entourage - Jeffrey Tambor como George Bluth Sr. e Oscar Bluth em Arrested Development 2006: Jeremy Piven como Ari Gold em Entourage - Jon Cryer como Alan Harper em Two and a Half Men - Bryan Cranston como Hal em Malcolm in the Middle - Sean Hayes como Jack McFarland em Will & Grace - Will Arnett como Gob Bluth em Arrested Development 2007: Jeremy Piven como Ari Gold em Entourage - Jon Cryer como Alan Harper em Two and a Half Men - Kevin Dillon como Jhonny "Drama" Chase em Entourage - Rainn Wilson como Dwight Schrute em The Office - Neil Patrick Harris como Barney Stinson em How I Met Your Mother 2008: Jeremy Piven como Ari Gold em Entourage - Jon Cryer como Alan Harper em Two and a Half Men - Kevin Dillon como Jhonny "Drama" Chase em Entourage - Rainn Wilson como Dwight Schrute em The Office - Neil Patrick Harris como Barney Stinson em How I Met Your Mother 2009: Jon Cryer como Alan Harper em Two and a Half Men - Rainn Wilson como Dwight Schrute em The Office - Neil Patrick Harris como Barney Stinson em How I Met Your Mother - Jack McBrayer como Kenneth Parcell em 30 Rock - Tracy Morgan como Tracy Jordan em 30 Rock - Kevin Dillon como Jhonny Drama Chase em Entourage |

### Década de 2010
| 2010: Eric Stonestreet como Cameron Tucker em Modern Family - Ty Burrell como Phil Dunphy em Modern Family - Jesse Tyler Ferguson como Mitchell Pritchett em Modern Family - Neil Patrick Harris como Barney Stinson em How I Met Your Mother - Jon Cryer como Alan Harper em Two and a Half Men - Chris Colfer como Kurt Hummel em Glee 2011: Ty Burrell como Phil Dunphy em Modern Family - Eric Stonestreet como Cameron Tucker em Modern Family - Jesse Tyler Ferguson como Mitchell Pritchett em Modern Family - Ed O'Neill como Jay Pritchett em Modern Family - Jon Cryer como Alan Harper em Two and a Half Men - Chris Colfer como Kurt Hummel em Glee 2012: Eric Stonestreet como Cameron Tucker em Modern Family - Ty Burrell como Phil Dunphy em Modern Family - Jesse Tyler Ferguson como Mitchell Pritchett em Modern Family - Ed O'Neill como Jay Pritchett em Modern Family - Max Greenfield como Schmidt em New Girl - Bill Hader como vários personagens em Saturday Night Live 2013: Tony Hale como Gary Walsh em Veep - Ty Burrell como Phil Dunphy em Modern Family - Ed O'Neill como Jay Pritchett em Modern Family - Jesse Tyler Ferguson como Mitchell Pritchett em Modern Family - Bill Hader como vários personagens em Saturday Night Live - Adam Driver como Adam Sackler em Girls 2014: Ty Burrell como Phil Dunphy em Modern Family - Jesse Tyler Ferguson como Michell Pritchett em Modern Family - Tony Hale como Gary Walsh em Veep - Adam Driver como Adam Sackler em Girls - Fred Armisen como vários personagens em Portlandia - Andre Braugher como Capitão Ray Holt em Brooklyn Nine-Nine | 2015: Tony Hale como Gary Walsh em Veep - Ty Burrell como Phil Dunphy em Modern Family - Keegan-Michael Key como vários personagens em Key & Peele - Tituss Burgess como Titus Andromedon em Unbreakable Kimmy Schmidt - Andre Braugher como Ray Holt em Brooklyn Nine-Nine - Adam Driver como Adam Sackler em Girls 2016: Louie Anderson como Christine Baskets em Baskets - Ty Burrell como Phil Dunphy em Modern Family - Tituss Burgess como Titus Andromedon em Unbreakable Kimmy Schmidt - Andre Braugher como Ray Holt em Brooklyn Nine-Nine - Keegan-Michael Key como vários personagens em Key & Peele - Tony Hale como Gary Walsh em Veep - Matt Walsh como Mike McLintock em Veep 2017: Alec Baldwin como Donald Trump em Saturday Night Live - Ty Burrell como Phil Dunphy em Modern Family - Tituss Burgess como Titus Andromedon em Unbreakable Kimmy Schmidt - Louie Anderson como Christine Baskets em Baskets - Tony Hale como Gary Walsh em Veep - Matt Walsh como Mike McLintock em Veep 2018: Henry Winkler como Gene Cousineau em Barry - Louie Anderson como Christine Baskets em Baskets - Alec Baldwin como Donald Trump em Saturday Night Live - Tituss Burgess como Titus Andromedon em Unbrekable Kimmy Schmidt - Tony Shalhoub como Abe Weissman em The Marvelous Mrs. Maisel - Kenan Thompson como vários personagens em Saturday Night Live - Brian Tyree Henry como Alfred "Paper Boi" Miles em Atlanta 2019: Tony Shalhoub como Abe Weissman em The Marvelous Mrs. Maisel - Alan Arkin como Norman Newlander em The Kominsky Method - Tony Hale como Gary Walsh em Veep - Henry Winkler como Gene Cousineau em Barry - Anthony Carrigan como NoHo Hank em Barry - Stephen Root como Monroe Fuches em Barry |

### Década de 2020
2020: Dan Levy como David Rose em Schitt's Creek
- Mahershala Ali como Sheikh Ali Malik em Ramy
- Alan Arkin como Norman Newlander em The Kominsky Method
- Andre Braugher como Raymond Holt em Brooklyn Nine-Nine
- Sterling K. Brown como Reggie em The Marvelous Mrs. Maisel
- William Jackson Harper como Chidi Anagonye em The Good Place
- Tony Shalhoub como Abe Weissman em The Marvelous Mrs. Maisel
- Kenan Thompson como vários personagens em Saturday Night Live

2021: Brett Goldstein como Roy Kent em Ted Lasso
- Brendan Hunt como Treinador Beard em Ted Lasso
- Nick Mohammed como Nathan Shelley em Ted Lasso
- Jeremy Swift como Leslie Higgins em Ted Lasso
- Carl Clemons-Hopkins como Marcus Vaughan em Hacks
- Paul Reiser como Martin Schneider em The Kominsky Method
- Bowen Yang como vários personagens em Saturday Night Live
- Kenan Thompson como vários personagens em Saturday Night Live

2022: Brett Goldstein como Roy Kent em Ted Lasso
- Toheeb Jimoh como Sam Obisanya em Ted Lasso
- Nick Mohammed como Nathan Shelley em Ted Lasso
- Tony Shalhoub como Abe Weissman em The Marvelous Mrs. Maisel
- Anthony Carrigan como NoHo Hank em Barry
- Henry Winkler como Gene Cousineau em Barry
- Tyler James Williams como Gregory Eddie em Abbott Elementary
- Bowen Yang como vários personagens em Saturday Night Live

2023: Ebon Moss-Bachrach como Richard "Richie" Jerimovich em The Bear 
- Tyler James Williams como Gregory Eddie em Abbott Elementary
- Anthony Carrigan como NoHo Hank em Barry
- James Marsden como himself em Jury Duty
- Brett Goldstein como Roy Kent em Ted Lasso
- Henry Winkler como Gene Cousineau em Barry
- Phil Dunster como Jamie Tartt em Ted Lasso

2024: Ebon Moss-Bachrach como Richard "Richie" Jerimovich em The Bear 
- Tyler James Williams como Gregory Eddie em Abbott Elementary
- Paul W. Downs como Jimmy Lusaque Jr. em Hacks
- Bowen Yang como vários personagens em Saturday Night Live
- Lionel Boyce como Marcus Brooks em The Bear
- Paul Rudd como Ben Glenroy em Only Murders in the Building